# Vracht

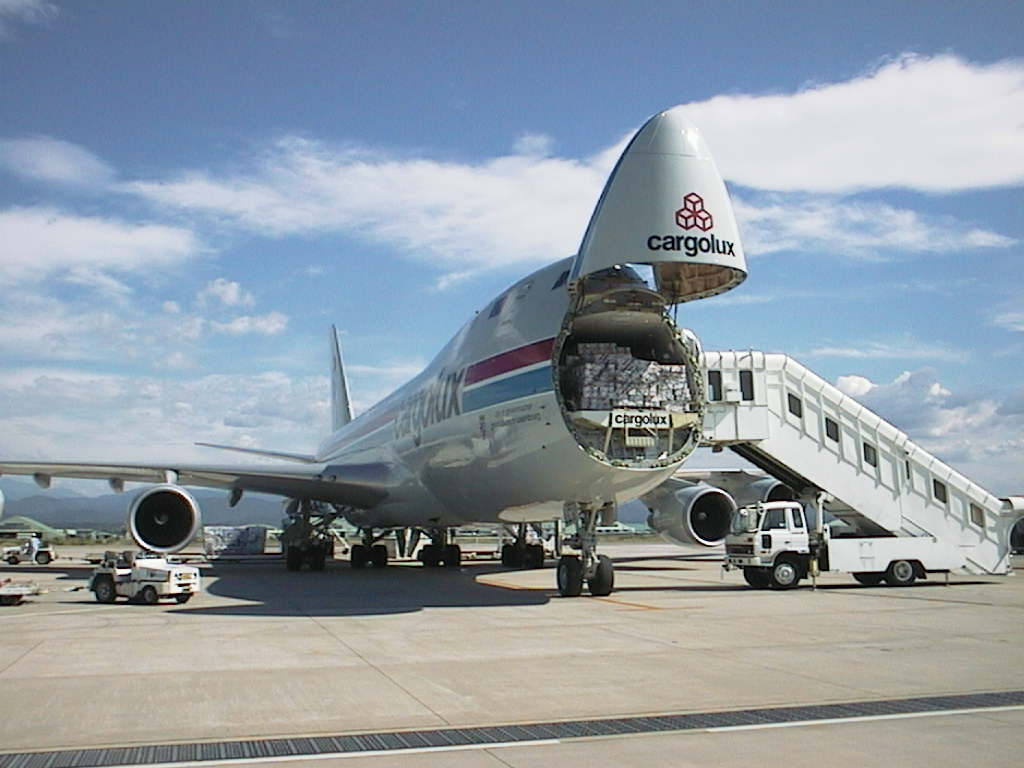
Een vrachtvliegtuig

Vracht of lading is materiaal dat vervoerd wordt. Vrachtwagens, vrachtvliegtuigen en vrachtschepen hebben vracht of lading aan boord. De totale hoeveelheid materiaal heet de belading.
De verlader geeft de vervoerder een vrachtbrief of connossement mee. Daarin staat een beschrijving van de te vervoeren lading en de eindbestemming. Ze dient bij de lading te blijven en overlegt te worden bij douane en los- en laadplaatsen.

## Juridische betekenis
De juridische betekenis van het woord 'vracht' verschilt met de betekenis uit het dagelijks taalgebruik. In met name Boek 8 van het Nederlands Burgerlijk Wetboek wordt met 'vracht' de prijs die betaald moet worden aan de vervoerder voor het vervoeren van lading bedoeld.